# Swadesh-Liste
Eine Swadesh-Liste ist eine Zusammenstellung universaler Begriffe für quantitative Vergleiche von als genetisch verwandt angenommenen Sprachen. Der Wortschatz wurde ausschließlich nach der Verfügbarkeit in möglichst vielen Wortlisten gewählt. Solche Listen werden in der Lexikostatistik verwendet, um Verwandtschaft und Ausgliederungsverhalten von Sprachfamilien zu bestimmen, sowie in der Glottochronologie, um darüber hinaus den Zeitraum seit der Trennung genealogisch verwandter Sprachen zu ermitteln.
Häufig werden die benutzten Testlisten – auch bei inhaltlicher Abweichung – nach dem US-amerikanischen Linguisten Morris Swadesh als „Swadesh-Listen“ bezeichnet, der diese in den 1950er Jahren in stark beachteten Aufsätzen bekannt machte. Er selbst wechselte häufig zwischen verschiedenen Bezeichnungen, wie basic list, lexical test list, ab 1955, wo er auch die in der Einleitung hier gewählte Definition gab, vorwiegend test list neben lexicostatistic test list, oder bei Bezug auf die gerade betrachtete, diagnostic list.

## Autoren und Wortumfänge
Dem Umfang nach lassen sich fünf Listen ausmachen, die direkt auf Swadesh zurückgehen:
- Die ursprüngliche Liste mit 215 Wörtern (1950).[3] Sie wurde 1955 erneut veröffentlicht (mit vomit anstelle von puke),[4] und die dabei mit Sternchen markierten 92 Wörter wurden zur Grundlage der 100 Wörter umfassenden Liste (siehe unten).
- Die gegenüber der ursprünglichen Liste leicht gekürzte und mit mehr Erläuterungen versehene Liste von 200 Wörtern (1952).[5] Speak wurde dabei zu to say, puke zu to vomit, 16 Wörter entfielen (brother, clothing, cook, cry, dance, eight, hundred, nine, seven, shoot, sister, six, spear, ten, twenty, work), und eines (heavy) wurde hinzugefügt, um die runde Zahl 200 zu erreichen.
- Die Liste mit 100 Wörtern (1955).[6] Sie beruht auf 92 Wörtern der ursprünglichen Liste, und acht Wörter kamen hinzu (breast, claw, full, horn, knee, moon, round sowie say anstelle von speak). Sie wurde 1971 postum erneut veröffentlicht[7] (mit ash anstelle ashes, breasts anstelle breast, flesh anstelle meat, grease anstelle fat, hot anstelle warm, path anstelle road und you anstelle thou).

Außerdem:
- Die Liste für die Salish-Sprache mit 165 Wörtern (1950),[3] die mit der ursprünglichen Liste 120 Wörter gemeinsam hat. Von den übrigen 45 fanden drei (breast, horn, moon) Eingang in die 100-Wörter-Liste.
- Die Liste für weitere amerikanische Sprachen mit 97 Wörtern (1954).[8] Gegenüber der 100-Wörter-Liste hat sie 14 Wörter weniger; dafür sind 11 zusätzliche Wörter aus der 200-Wörter-Liste enthalten.

Schon Swadesh benutzt ältere Wortlisten von Franz Boas. Eine Auswahl weiterer Versionen: Robert B. Lees (1953), John A. Rea (1958), Dell Hymes (1960), William J. Samarin (1967), Ephraim Cross (1964, mit 241 Begriffen), Daryll Wilson (1969, 57 Begriffe), Lionel Bender (1969), Robert L. Oswalt (1971), Winfred P. Lehmann (1984), Donald A. Ringe (1992, verschiedene Versionen, ca. 300 Begriffe), Sergei A. Starostin (1984, völlig verschiedene Versionen), William Shi-Yuan Wang (1994), Marisa Lohr (2000, mit 128 der stabilsten Begriffe in 18 Sprachen), Brett Kessler (2001). Nicht wegen ihrer Qualität, sondern wegen ihrer Verfügbarkeit im Internet wird häufig die Liste von Isidor Dyen (1992, 200 Lexeme aus 95 Sprachvarianten) verwendet.

## Auswahlprinzip
Ein häufiger Irrtum besteht in der Annahme, dass es sich um einen Basiswortschatz im Sinne der Spracherlernung oder des Zweitsprachenerwerbs handele. Ein zweiter Irrtum besteht in der Annahme, die Wörter seien nach ihrer Stabilität ausgewählt worden. Dies war nie beabsichtigt, sondern der Wortschatz wurde ausschließlich nach der Verfügbarkeit in möglichst vielen Wortlisten gewählt. Darüber hinaus ist eine gleichmäßige „Stabilität“ aufgrund der Verteilungsgesetze in natürlichen Sprachen überhaupt nicht möglich. Aus kladistischer Sicht ist eine hohe „Stabilität“ (und damit eine Übereinstimmung in möglichst vielen Sprachen) sogar kontraproduktiv, da sie „uninformativ“ ist. Diese essenziellen Zusammenhänge werden in vielen Ansätzen verkannt. Weitere Fehlerquellen liegen in der Verkennung der Herkunft der gewählten Wörter.

## Anwendung
Solche Listen werden in der Lexikostatistik verwendet, um Verwandtschaft und Ausgliederungsverhalten von Sprachfamilien zu bestimmen, sowie in der Glottochronologie, um darüber hinaus den Zeitraum seit der Trennung genealogisch verwandter Sprachen zu ermitteln. Dabei ist zu beachten, dass es alles andere als einfach ist und durchaus umstritten sein kann, die Zahl der verwandten Wörter in der Liste zu ermitteln, da diese nicht automatisch ähnlich aussehen, und das Erkennen verwandter Wörter eine vertiefte Fachkenntnis der Grammatik und Lautverschiebungsregeln der jeweiligen Sprachen voraussetzt. Dass selbst Linguisten dabei erhebliche Fehler unterlaufen, stellte sich am Beispiel einiger albanischer Testlisten heraus. Aufgrund stochastischer Gesetze erlauben unmittelbare Summenvergleiche keinen verlässlichen Rückschluss auf die Verwandtschaft von Sprachen.

## Letztgültige Original-Swadeshliste (1971) mit deutschen Entsprechungen
| Nr.  | Semantische Gruppe[4]                                        | Originalbegriff[7]               | Deutsche Entsprechung[30]    | Stabilität[4] |
| ---- | ------------------------------------------------------------ | -------------------------------- | ---------------------------- | ------------- |
| 1.   | Personal Pronouns                                            | I (Pers.pron. 1.sg.)             | ich                          | 100           |
| 2.   | Personal Pronouns [d. h. Personalpronomen]                   | you (2.sg.! 1952 thou & ye)      | du                           | 92            |
| 3.   | Personal Pronouns                                            | we (1955: inclusive)             | wir                          | 92            |
| 4.   | Location                                                     | this                             | dies(es)                     | 34            |
| 5.   | Location                                                     | that                             | jenes                        | 42            |
| 6.   | Interrogatives                                               | who? ("?” left off 1971)         | wer?                         | 83            |
| 7.   | Interrogatives                                               | what? ("?” left off 1971)        | was?                         | 74            |
| 8.   | Miscellaneous                                                | not                              | nicht                        | 83            |
| 9.   | Quantitatives                                                | all (of a number)                | alle                         | 92            |
| 10.  | Quantitatives                                                | many                             | viele                        | 58            |
| 11.  | Numerals [d. h. Numeralia, Zahlwörter]                       | one                              | eins                         | 100           |
| 12.  | Numerals                                                     | two                              | zwei                         | 100           |
| 13.  | Size [d. h. Größe]                                           | big                              | groß                         | 48            |
| 14.  | Size                                                         | long                             | lang                         | 82            |
| 15.  | Size                                                         | small                            | klein                        | 41            |
| 16.  | Persons [d. h. Personen]                                     | woman                            | Frau                         | 71            |
| 17.  | Persons                                                      | man (male human)                 | Mann                         | 45            |
| 18.  | Persons                                                      | person (human being)             | Person (menschliches Wesen)  | 74            |
| 19.  | Animals [d. h. Tiere]                                        | fish (noun)                      | Fisch                        | 66            |
| 20.  | Animals                                                      | bird                             | Vogel                        | 40            |
| 21.  | Animals                                                      | dog                              | Hund                         | 50            |
| 22.  | Animals                                                      | louse                            | Laus                         | 80            |
| 23.  | Plants & Plant Parts [d. h. Pflanzen & Pflanzenteile]        | tree (not log)                   | Baum                         | 83            |
| 24.  | Plants & Plant Parts                                         | seed (noun) (!)                  | Samen (Saatgut)              | 66            |
| 25.  | Plants & Plant Parts                                         | leaf (of plants)                 | Blatt (von Pflanzen)         | 100           |
| 26.  | Plants & Plant Parts                                         | root (of plants)                 | Wurzel (von Pflanzen)        | 82            |
| 27.  | Plants & Plant Parts                                         | bark (of tree)                   | Borke (von Bäumen)           | 100           |
| 28.  | Body Parts and Substances [d. h. Körperteile und Substanzen] | skin (1952: person’s)            | Haut                         | 74            |
| 29.  | Body Parts and Substances                                    | flesh (1952 meat, flesh)         | Fleisch                      | 77            |
| 30.  | Body Parts and Substances                                    | blood                            | Blut                         | 100           |
| 31.  | Body Parts and Substances                                    | bone                             | Knochen                      | 71            |
| 32.  | Body Parts and Substances                                    | grease (1952: fat, orgc. subst.) | Fett (organische Substanz)   | 56            |
| 33.  | Body Parts and Substances                                    | egg                              | Ei                           | 84            |
| 34.  | Body Parts and Substances                                    | horn (of bull etc, not 1952)     | Horn (z. B. eines Stieres)   | –             |
| 35.  | Body Parts and Substances                                    | tail                             | Schwanz                      | 83            |
| 36.  | Body Parts and Substances                                    | feather (large, not down)        | Feder (große, nicht Daune)   | 74            |
| 37.  | Body Parts and Substances                                    | hair (?)                         | Haar                         | 48            |
| 38.  | Body Parts and Substances                                    | head (anatomic)                  | Kopf (anatomisch)            | 71            |
| 39.  | Body Parts and Substances                                    | ear                              | Ohr                          | 100           |
| 40.  | Body Parts and Substances                                    | eye                              | Auge                         | 74            |
| 41.  | Body Parts and Substances                                    | nose                             | Nase                         | 66            |
| 42.  | Body Parts and Substances                                    | mouth                            | Mund                         | 68            |
| 43.  | Body Parts and Substances                                    | tooth (front)                    | Zahn                         | 100           |
| 44.  | Body Parts and Substances                                    | tongue (anat.)                   | Zunge (anatomisch)           | 100           |
| 45.  | Body Parts and Substances                                    | claw (not nail, not in 1952)     | Kralle (Löwe, Raubvogel)     | –             |
| 46.  | Body Parts and Substances                                    | foot                             | Fuß                          | 90            |
| 47.  | Body Parts and Substances                                    | knee (not 1952)                  | Knie                         | –             |
| 48.  | Body Parts and Substances                                    | hand                             | Hand                         | 100           |
| 49.  | Body Parts and Substances                                    | belly (abdomen, not stomach)     | Bauch (nicht Magen)          | 50            |
| 50.  | Body Parts and Substances                                    | neck (not nape!)                 | Hals (nicht Nacken)          | 49            |
| 51.  | Body Parts and Substances                                    | breasts (female; 1955 breast)    | Brüste (weiblich)            | –             |
| 52.  | Body Parts and Substances                                    | heart                            | Herz                         | 65            |
| 53.  | Body Parts and Substances                                    | liver                            | Leber                        | 40            |
| 54.  | Body Sensations and Activities                               | drink (verb)                     | trinken                      | 92            |
| 55.  | Body Sensations and Activities                               | eat (verb)                       | essen                        | 68            |
| 56.  | Body Sensations and Activities                               | bite (verb)                      | beißen                       | 57            |
| 57.  | Body Sensations and Activities                               | see (verb)                       | sehen                        | 82            |
| 58.  | Body Sensations and Activities                               | hear (verb)                      | hören                        | 85            |
| 59.  | Body Sensations and Activities                               | know (facts)                     | wissen (nicht glauben)       | 59            |
| 60.  | Body Sensations and Activities                               | sleep (verb)                     | schlafen                     | 82            |
| 61.  | Body Sensations and Activities                               | die (verb)                       | sterben                      | 92            |
| 62.  | Miscellaneous                                                | kill (verb)                      | töten                        | 25            |
| 63.  | Position and Movement [d. h. Position und Bewegung]          | swim (verb)                      | schwimmen                    | 59            |
| 64.  | Position and Movement                                        | fly (verb)                       | fliegen                      | 82            |
| 65.  | Position and Movement                                        | walk (verb)                      | gehen (zu Fuß)               | 59            |
| 66.  | Position and Movement                                        | come (verb)                      | kommen                       | 100           |
| 67.  | Position and Movement                                        | lie / lie down (verb)            | liegen / sich hinlegen       | 33            |
| 68.  | Position and Movement                                        | sit (verb)                       | sitzen                       | 100           |
| 69.  | Position and Movement                                        | stand (verb)                     | stehen                       | 77            |
| 70.  | Position and Movement                                        | give (verb)                      | geben                        | 85            |
| 71.  | Oral Activities                                              | say (verb)                       | sagen                        | 56            |
| 72.  | Natural Objects and Phenomena                                | sun                              | Sonne                        | 100           |
| 73.  | Natural Objects and Phenomena                                | moon (not 1952)                  | Mond                         | –             |
| 74.  | Natural Objects and Phenomena                                | star                             | Stern                        | 100           |
| 75.  | Natural Objects and Phenomena                                | water (noun)                     | Wasser (allgemein)           | 83            |
| 76.  | Natural Objects and Phenomena                                | rain (noun, 1952 verb)           | Regen (1952 noch Verb)       | 83            |
| 77.  | Natural Objects and Phenomena                                | stone                            | Stein                        | 68            |
| 78.  | Natural Objects and Phenomena                                | sand                             | Sand                         | 68            |
| 79.  | Natural Objects and Phenomena                                | earth (= soil)                   | Erde (Erdreich)              | 66            |
| 80.  | Natural Objects and Phenomena                                | cloud                            | Wolke                        | 83            |
| 81.  | Natural Objects and Phenomena                                | smoke (noun, of fire)            | Rauch (vom Feuer)            | 81            |
| 82.  | Natural Objects and Phenomena                                | fire                             | Feuer                        | 33            |
| 83.  | Natural Objects and Phenomena                                | ash(es)                          | Asche                        | 66            |
| 84.  | Miscellaneous                                                | burn (verb intr.!)               | brennen                      | 67            |
| 85.  | Miscellaneous                                                | path (1952 road, trail)          | Pfad (1952 noch mehrdeutig)  | 33            |
| 86.  | Natural Objects and Phenomena                                | mountain                         | Berg                         | 67            |
| 87.  | Colors [d. h. Farben]                                        | red                              | rot                          | 66            |
| 88.  | Colors                                                       | green                            | grün                         | 83            |
| 89.  | Colors                                                       | yellow                           | gelb                         | 51            |
| 90.  | Colors                                                       | white                            | weiß                         | 51            |
| 91.  | Colors                                                       | black                            | schwarz                      | 83            |
| 92.  | Time Periods                                                 | night                            | Nacht                        | 82            |
| 93.  | Descriptives                                                 | hot (1952 warm)                  | heiß (1952 warm, vom Wetter) | 79            |
| 94.  | Descriptives                                                 | cold (of weather)                | kalt (vom Wetter)            | 65            |
| 95.  | Descriptives                                                 | full                             | voll                         | –             |
| 96.  | Descriptives                                                 | new                              | neu                          | 82            |
| 97.  | Descriptives                                                 | good                             | gut (annehmbar)              | 83            |
| 98.  | Descriptives                                                 | round (not 1952)                 | rund                         | –             |
| 99.  | Descriptives                                                 | dry (substance!)                 | trocken (Substanz)           | 89            |
| 100. | Miscellaneous                                                | name                             | Name                         | 100           |
Klarstellung von Mehrdeutigkeiten nach Angaben Swadeshs 1952 und 1955 (Hans J. Holm).

## Relevante Literatur von M. Swadesh
- Swadesh 1950: Salish internal relationships. In: International Journal of American Linguistics. Band 16, Nr. 4, 1950, S. 157–167, JSTOR:1262898. (Concepticon: Swadesh 1950 215 und 1950 165).
- Swadesh 1952: Lexico-statistic dating of prehistoric ethnic contacts. With special reference to North American Indians and Eskimos. In: Proceedings of the American Philosophical Society. Band 96, Nr. 4, 1952, S. 452–463, JSTOR:3143802. (Concepticon: Swadesh 1952 200).
- Swadesh 1954: Perspectives and problems of Amerindian comparative linguistics. In: Word. Band 10, Nr. 2–3, 1954, S. 306–332, doi:10.1080/00437956.1954.11659530. (Concepticon: Swadesh 1954 97).
- Swadesh 1955: Towards greater accuracy in lexicostatistic dating. In: International Journal of American Linguistics. Band 21, Nr. 2, 1955, S. 121–137, JSTOR:1263939. (Concepticon: Swadesh 1955 215 und 1955 100).
- Swadesh 1971: The origin and diversification of language. Aldine, Chicago 1971, S. 283 (Volltext in der Google-Buchsuche). (Concepticon: Swadesh 1971 100).